# Großräschen
Großräschen ([ˌɡʁoːsˈʁɛʃn̩] ⓘ; niedersorbisch Rań) ist eine Kleinstadt im brandenburgischen Landkreis Oberspreewald-Lausitz in der Niederlausitz.

## Geografie

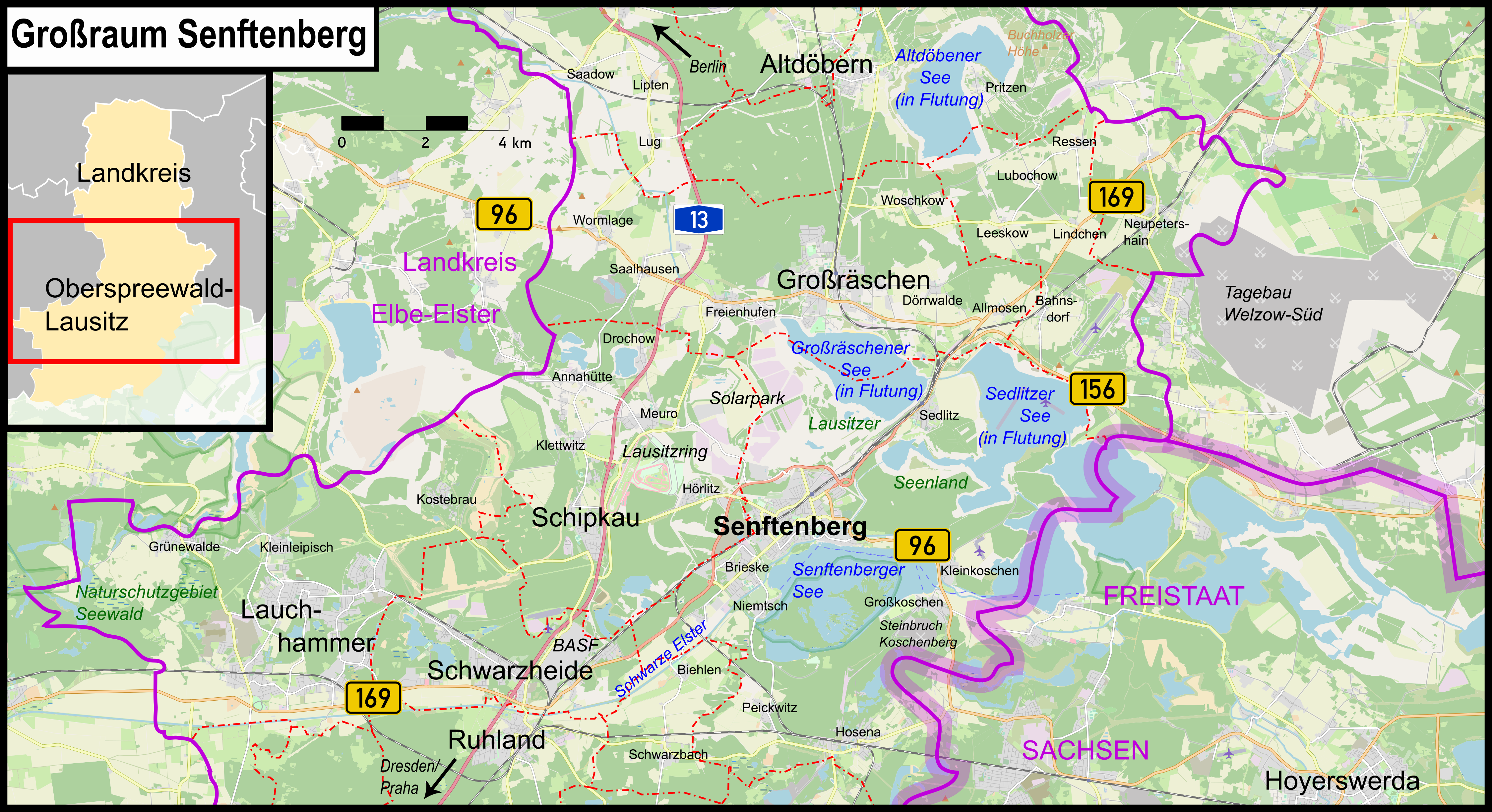
Karte von Großräschen und Umgebung

Die Stadt liegt in der Niederlausitz im Süden von Brandenburg, rund 30 Kilometer südwestlich von Cottbus, 65 Kilometer nordöstlich von Dresden und 110 Kilometer südöstlich von Berlin.
Nördlich von Großräschen liegen die kiefernbestandenen Moränen des Niederlausitzer Landrückens, südlich befindet sich der nach Flutung eines Tagebaurestlochs entstandene Großräschener See, der zum Lausitzer Seenland gehört. Durch die Stadt fließt der Fluss Rainitza.
| Gliederung | Name        | Grenze | Landkreis |
| ---------- | ----------- | ------ | --------- |
| Gemeinde   | Bronkow     | N      | OSL       |
| Gemeinde   | Altdöbern   | N      | OSL       |
| Gemeinde   | Neu-Seeland | O      | OSL       |
| Stadt      | Senftenberg | S      | OSL       |
| Gemeinde   | Schipkau    | S      | OSL       |
| Gemeinde   | Sallgast    | W      | EE        |

## Stadtgliederung

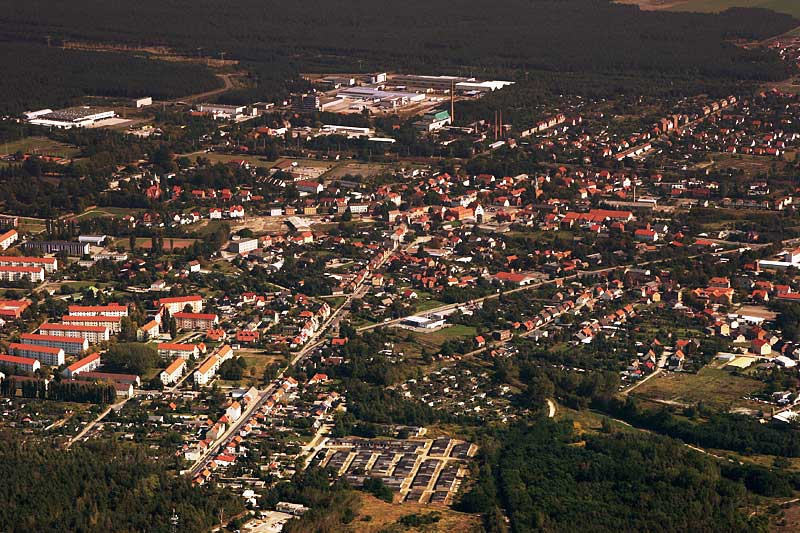
Großräschen am 24. September 2005 aus 600 m Höhe, Blick nach Osten

Die Stadt Großräschen gliedert sich in folgende Ortsteile mit den zugehörigen Wohnplätzen (sorbische Bezeichnungen in Klammern):
- Allmosen (Wołobuz) mit dem Wohnplatz Ausbau (Wutwaŕ)
- Barzig (Barce)
- Dörrwalde (Suchy Gózd)
- Freienhufen (Dobry Wótšow) mit dem Wohnplatz Bulldorf (Bulkojce)
- Saalhausen (Załuž)
- Wormlage (Wórmlag) mit den Wohnplätzen Jungs Mühle (Jungojc Młyn) und Schäfers Mühle (Šaparic Młyn)
- Woschkow (Wóškow) mit dem Wohnplatz Chausseehaus (Šosejaŕnja)

Zum ortsteilfreien Kerngebiet von Großräschen gehören die Wohnplätze Anhalter Kolonie (Anhaltska Kolonija), Die Ausbauten (Wutwaŕki), Großräschen Ost (Smogorjow), Kunzesiedlung (Kuncowe Sedlišćo), Neu-Bückgen (Nowa Bukowka) und Temposiedlung (Tempowe Sedlišćo).
Die ehemalige Gemeinde Kleinräschen (Rańk) ist heute vollständig in Großräschen aufgegangen, das historische Ortszentrum ist die „Alte Lindenstraße“. Der ehemalige Stadtteil Großräschen Süd/Bückgen (Bukowka) wurde wegen des Braunkohlebergbaus devastiert. In der Nähe des Ortsteils Freienhufen liegt die Wüstung Nossedil (Nosydło).

## Geschichte

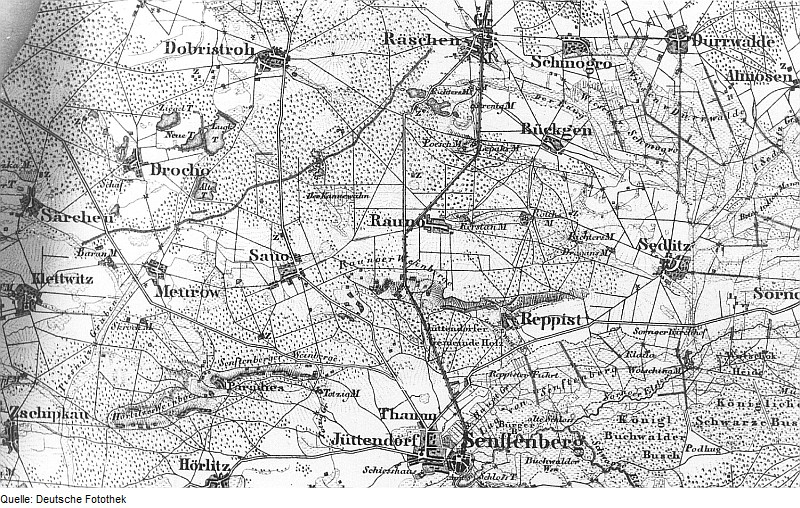
Lage von Großräschen auf einer Karte von ca. 1850

Großräschen wurde erstmals am 20. Dezember 1370 mit „Redschin magnum et parvumdas“ erwähnt (Groß- und Kleinräschen). Kleinräschen ist historisch der ältere Ortsteil, ein wendisches Angerdorf. Ernst Eichler und Hans Walther leiten den Namen von Rěčina, in etwa Ort am Bach, ab. Der Ortsname von Großräschen wurde im Jahr 1427 „Grosen Reschen“ und im Jahr 1474 „Grosse Reschin“ geschrieben.
Ursprünglich gehörte Großräschen zur Herrschaft Senftenberg im Markgraftum Niederlausitz. Im Jahr 1449 kam der Ort zum Kurfürstentum Sachsen und gehörte dort zum Amt Senftenberg. Während des Dreißigjährigen Krieges wurde die Stadt fast vollständig verwüstet, im Zuge des Wiederaufbaus wurde im Jahr 1656 die erste Kirche errichtet. In den Jahren 1662, 1725 und 1781 gab es größere Ortsbrände. Das Kurfürstentum Sachsen wurde im Jahr 1806 zum Königreich Sachsen erhoben, nach der auf dem Wiener Kongress beschlossenen Teilung Sachsens kam Großräschen zum Königreich Preußen. Bei der dortigen Gebietsreform im Jahr 1816 wurde der Ort dem Kreis Calau in der Provinz Brandenburg zugeordnet. Im Jahr 1858 wurde die durch Großräschen verlaufende Chaussee zwischen Calau und Senftenberg fertig gestellt.

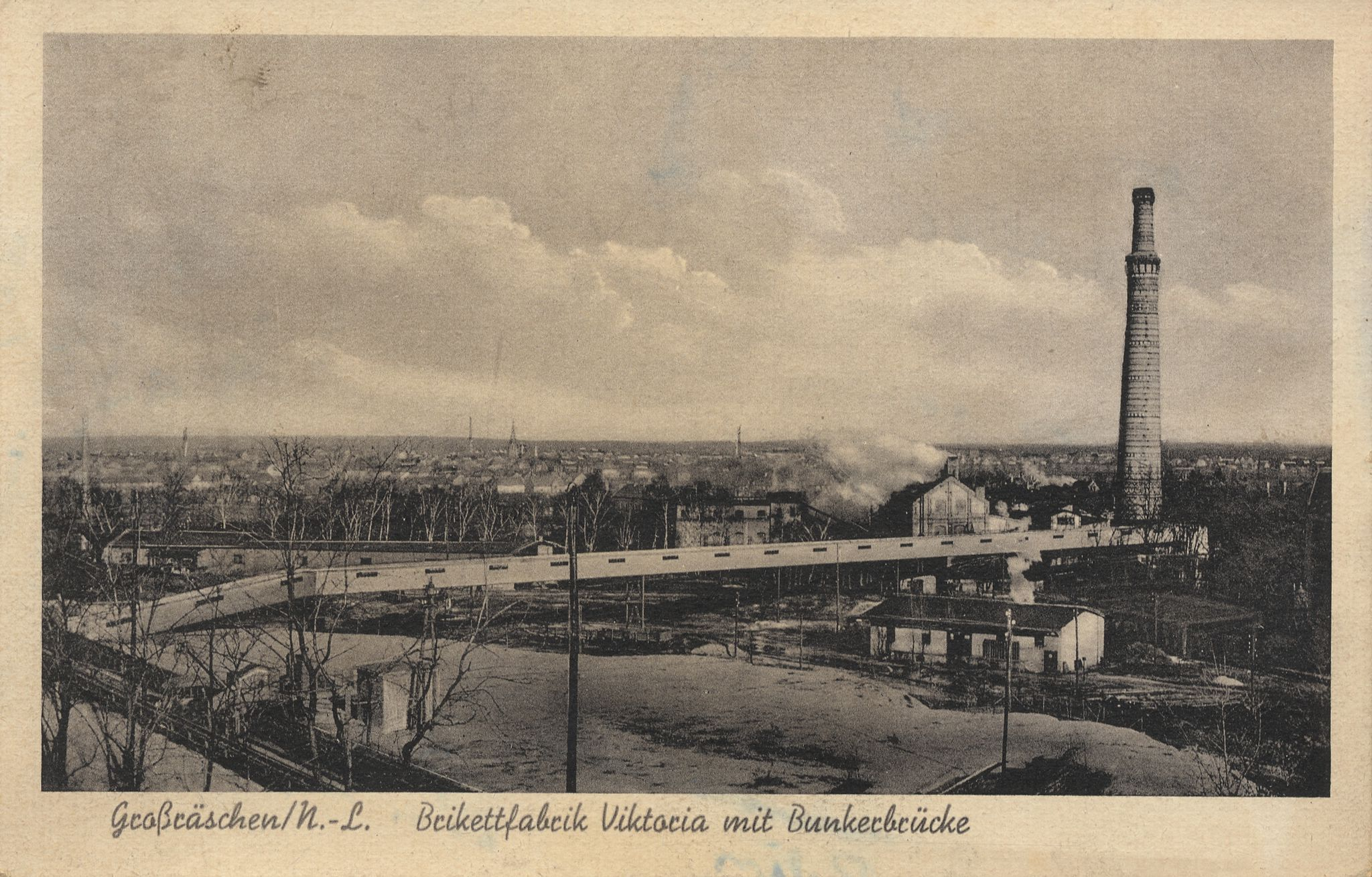
Brikettfabrik Viktoria, Beginn 20. Jahrhundert

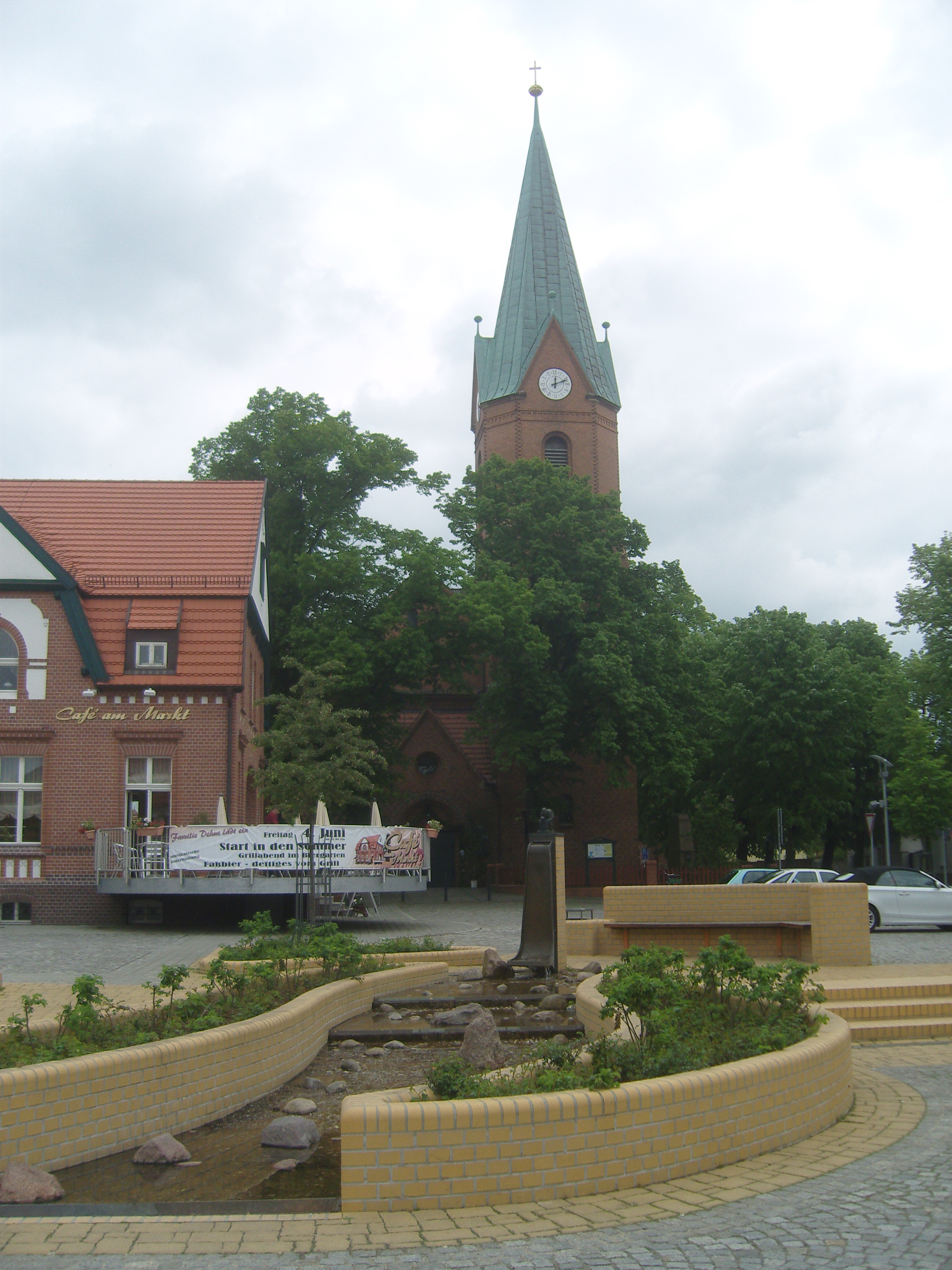
Markt mit Stadtkirche

Vor der Industrialisierung wurde in beiden Dörfern mehrheitlich Sorbisch gesprochen; in der Großräschener Kirche wurde der sorbische Gottesdienst 1868 eingestellt, zu einem Zeitpunkt, als noch etwa die Hälfte der Pfarrgemeinde sorbischsprachig war. Mit der Öffnung der Kohlegrube Viktoria I im Jahr 1864 und der Gründung der Ilse Bergbau AG im Jahr 1871 begann der rapide Aufschwung des Braunkohlenbergbaus, was zu einer erheblichen Veränderung der sozialen Struktur in Großräschen führte. Zu dieser Zeit wanderten viele Menschen aus Schlesien, Polen und Böhmen zu. Im Zuge der Industrialisierung wurde die sorbische Sprache und Kultur immer mehr verdrängt. Waren in den 1850er Jahren in Großräschen noch an die 90 Prozent der Einwohner sorbischsprachig, waren es knapp zwanzig Jahre später nur noch um die zehn Prozent. Wurden bei der Volkszählung am 1. Dezember 1871 noch 99 Einwohner in Großräschen und 87 Einwohner in Kleinräschen ermittelt, stieg die Einwohnerzahl bis zum Beginn des 20. Jahrhunderts in Groß- und Kleinräschen zusammen auf 4269 an. Zwischen 1871 und 1873 wurde die heutige Großräschener Kirche als Ersatz für den Vorgängerbau errichtet, im folgenden Jahr erhielt Großräschen einen Bahnhof an der neu gebauten Bahnstrecke Lübbenau–Kamenz.
Wegen der reichen Tonvorkommen in Verbindung mit der vorhandenen Kohle siedelte sich um 1900 auch die Ziegelindustrie an. Da es durch die Industrialisierung auch zu einem Zuzug an Arbeitern katholischer Konfession gab, wurde bis 1913 die katholische Kirche St. Antonius errichtet. Am 1. April 1925 wurden die Gemeinden Groß- und Kleinräschen zur Gemeinde Großräschen vereinigt, zu diesem Zeitpunkt hatte Großräschen 2917 und Kleinräschen 3893 Einwohner. Gegen Ende des Zweiten Weltkrieges kam es am 17. März 1945 zu einem Luftangriff auf Großräschen und einige umliegende Gemeinden, bei dem unter anderem die Brikettfabrik Victoria zerstört wurde. Bei dem Angriff kamen 33 Personen aus der Zivilbevölkerung ums Leben, darunter sechs Kinder. Fünf Tage später stürzte in der Nachbargemeinde Schmogro ein angeschossenes Flugzeug in ein Wohnhaus, wobei acht weitere Personen getötet wurden. Am 21. April 1945 wurde Großräschen kampflos von der Roten Armee eingenommen.
Nach Kriegsende kam Großräschen zur Sowjetischen Besatzungszone. Wegen Fehlens gültiger Postwertzeichen von Ende Juli bis September 1945 verwendete das Postamt Großräschen postalische Zettel (als Wertpaketzettel, Nachnahmezettel, Klebezettel für unzustellbare Sendungen etc.). Die Wertangabe wurde handschriftlich eingesetzt. Dazu enthielten die Zettel einen Kurzschriftstempel mit dem Text „Schriftwechsel in deutscher Kurzschrift erwünscht“ als Schutz gegen Fälschungen. Am 1. März 1946 wurden Bückgen und Schmogro nach Großräschen eingemeindet, die Dörfer wurden später in „Großräschen Süd“ und „Großräschen Ost“ umbenannt. Ab 1949 gehörte Großräschen zur DDR. Bei der Kreisreform am 1. Juli 1950 blieb der Ort im südlichen Teil des aufgespaltenen Landkreises Calau, der in Landkreis Senftenberg umbenannt wurde. Bei der Gebietsreform am 25. Juli 1952 wurde Großräschen dem Kreis Senftenberg im Bezirk Cottbus zugeordnet. Im gleichen Jahr wurde eine Poliklinik gebaut. Von 1954 bis 1990 wurden die Ziegler der gesamten Gebiet DDR zentral in der Betriebsberufsschule der Ziegler in Großräschen ausgebildet. Anfang der 1990er Jahre wurde die letzte Ziegelei durch einen Brand zerstört und abgerissen.
Am 1. Juli 1965 erhielt das bis dahin größte Dorf der DDR die Stadtrechte. Ab den 1980er Jahren bestimmte der vorrückende Braunkohletagebau Meuro das Großräschener Stadtbild. Zwischen 1987 und 1991 wurde der Stadtteil Großräschen-Süd/Bückgen nach und nach für den Tagebau devastiert. Für die umgesiedelten Einwohner entstanden im nördlichen Stadtgebiet von Großräschen Neubauten in Großplattenbauweise, es handelte sich um die größte bergbaubedingte Umsiedlung in der Geschichte der Lausitz. Nach der Wiedervereinigung kam Großräschen zum Landkreis Senftenberg im Land Brandenburg. Im Jahr 1992 schloss sich die Stadt mit mehreren Gemeinden aus den Landkreisen Senftenberg und Calau im Amt Großräschen zusammen, bei der Kreisreform im Dezember 1993 kam die Stadt zum neuen Landkreis Oberspreewald-Lausitz.

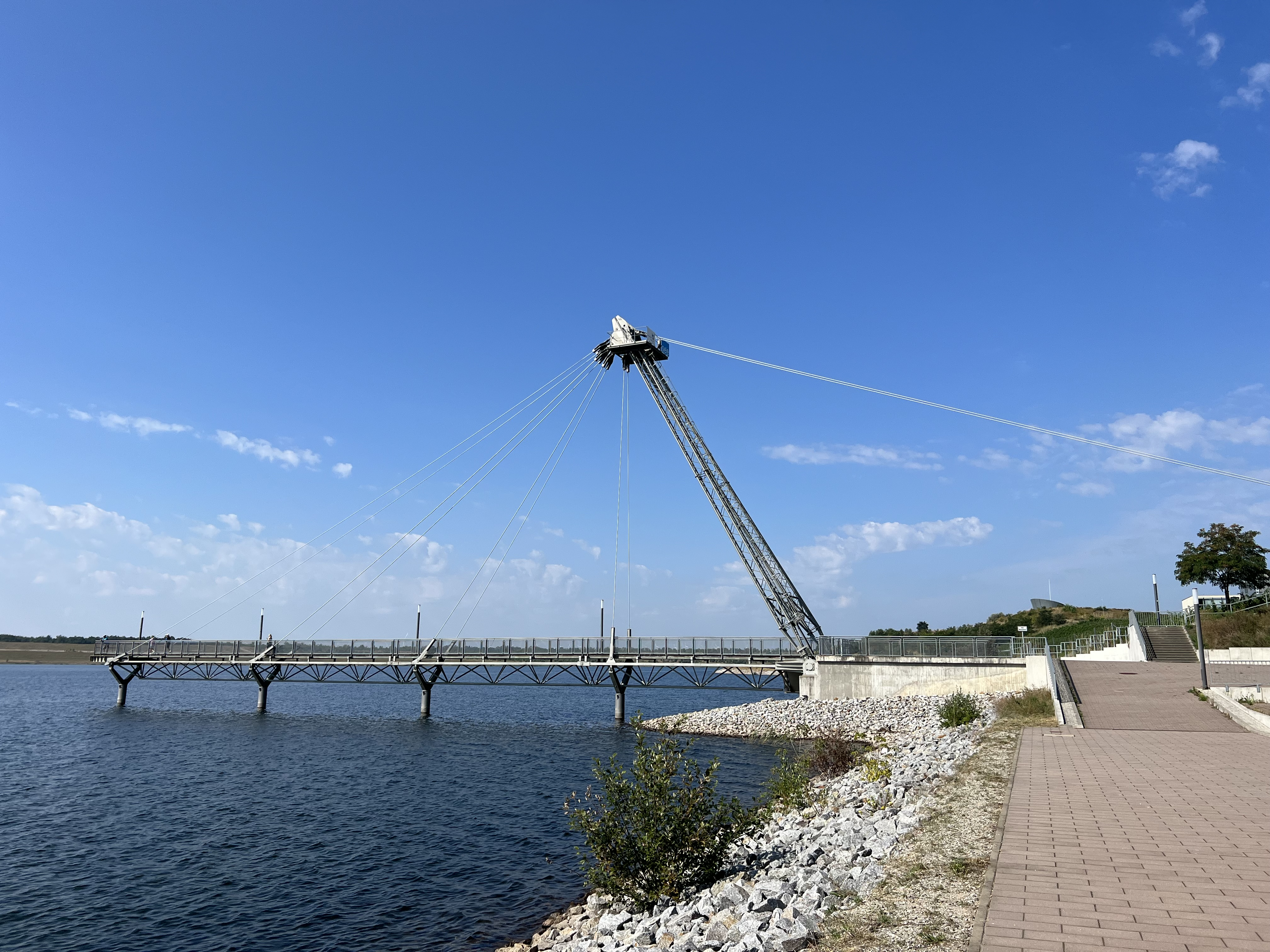
Seebrücke Großräschen

Am 1. August 1997 wurde Freienhufen nach Großräschen eingemeindet, am 31. Dezember 1998 erfolgte die Eingliederung der Gemeinde Woschkow. Der Tagebau Meuro wurde 1999 eingestellt. Im Vorfeld der Gemeindereform in Brandenburg wurden am 31. Dezember 2001 die Gemeinden Allmosen, Barzig, Saalhausen und Wormlage nach Großräschen eingemeindet, wobei das Amt Großräschen aufgelöst wurde. Zwischen 2004 und 2007 wurden die IBA-Terrassen, die Seebrücke und das Seehotel am Rand des Tagebaurestloches fertig gestellt, am 15. März 2007 wurde mit dessen Flutung zum Großräschener See begonnen. Im Mai 2019 wurde der Großräschener Stadthafen eingeweiht. Nachdem im Frühjahr 2024 der endgültige Füllstand des Sees erreicht wurde, wurde dieser am Pfingstwochenende 2024 für Boote und im August 2024 zum Baden freigegeben.

## Bevölkerungsentwicklung
| Jahr | Einwohner |
| ---- | --------- |
| 1875 | 0 486     |
| 1890 | 1.192     |
| 1910 | 6.093     |
| 1925 | 6.779     |
| 1933 | 7.431     |
| 1939 | 7.268     |

| Jahr | Einwohner |
| ---- | --------- |
| 1946 | 11.895    |
| 1950 | 11.900    |
| 1964 | 12.609    |
| 1971 | 13.633    |
| 1981 | 11.919    |
| 1985 | 11.753    |

| Jahr | Einwohner |
| ---- | --------- |
| 1990 | 12.527    |
| 1995 | 12.462    |
| 2000 | 11.687    |
| 2005 | 11.335    |
| 2010 | 10.262    |
| 2015 | 08.655    |

| Jahr | Einwohner |
| ---- | --------- |
| 2020 | 8.455     |
| 2021 | 8.378     |
| 2022 | 8.509     |
| 2023 | 8.372     |
| 2024 | 8.355     |

Gebietsstand des jeweiligen Jahres, Einwohnerzahl: Stand 31. Dezember (ab 1991), von 2011 bis 2021 auf Basis des Zensus 2011, ab 2022 auf Basis des Zensus 2022

## Politik

### Stadtverordnetenversammlung
Die Stadtverordnetenversammlung von Großräschen besteht aus 18 Stadtverordneten und dem hauptamtlichen Bürgermeister als stimmberechtigtem Mitglied. Die Kommunalwahl am 9. Juni 2024 führte bei einer Wahlbeteiligung von 61,2 % zu folgendem Ergebnis:

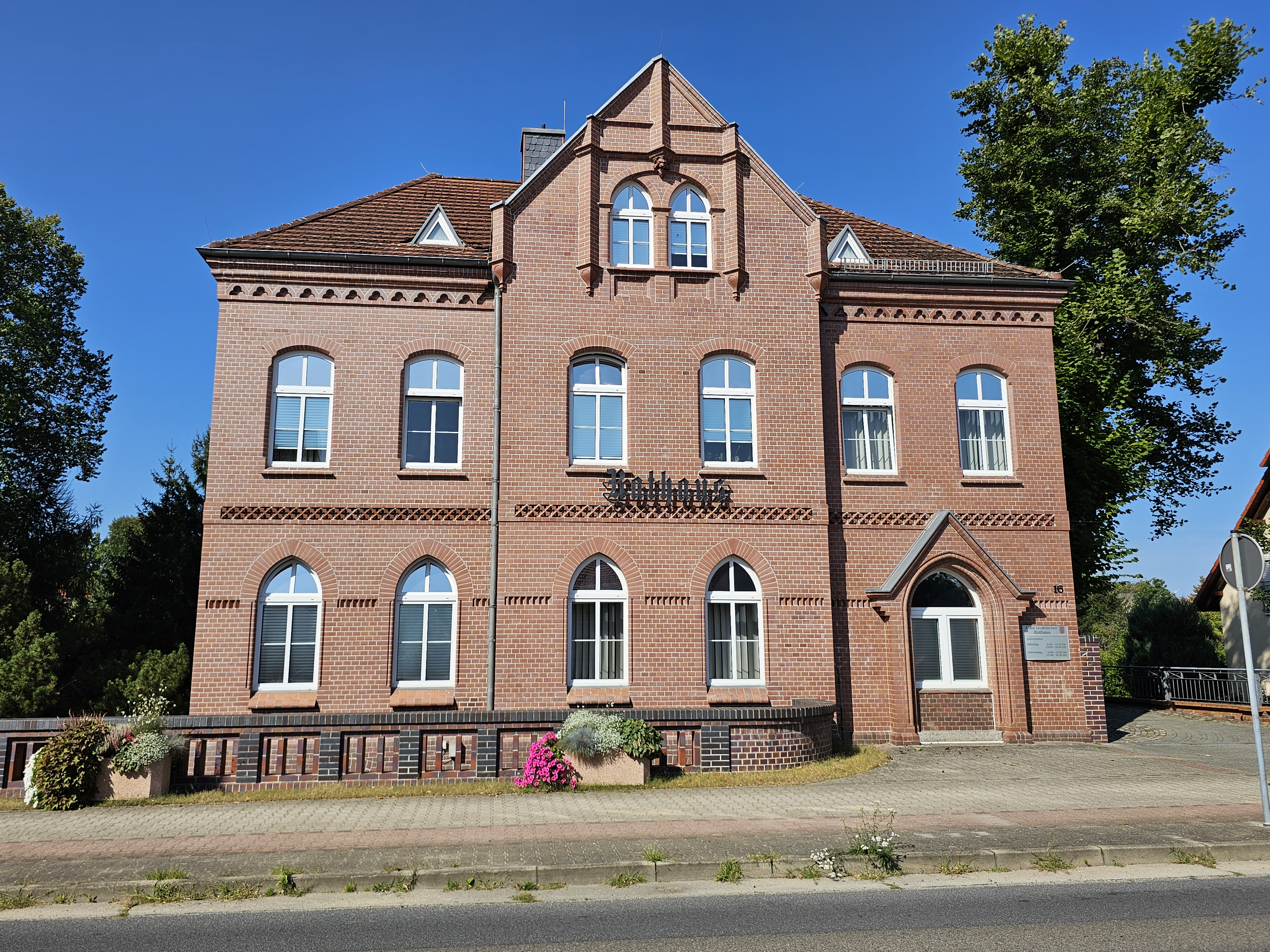
Rathaus

| Partei / Wählergruppe         | Ergebnis 2024 | Sitze 2024 |        | Ergebnis 2019 | Sitze 2019 | Ergebnis 2014 | Sitze 2014 | Ergebnis 2008 | Sitze 2008 |
| ----------------------------- | ------------- | ---------- | ------ | ------------- | ---------- | ------------- | ---------- | ------------- | ---------- |
| Bündnis für Großräschen 1     | 34,8 %        | 6          | 21,3 % | 4             | 23,8 %     | 4             | 23,0 %     | 5             |            |
| AfD                           | 27,5 %        | 5          | 14,6 % | 3 2           | –          | –             | –          | –             |            |
| SPD                           | 23,2 %        | 4          | 30,0 % | 5             | 30,6 %     | 5             | 31,4 %     | 7             |            |
| Die Linke                     | 05,0 %        | 1          | 11,7 % | 2             | 20,0 %     | 4             | 23,7 %     | 5             |            |
| Einzelbewerber André Lehnick  | 04,8 %        | 1          | 04,4 % | 1             | 03,3 %     | 1             | –          | –             |            |
| Einzelbewerber Sascha Donath  | 02,5 %        | 1          | –      | –             | –          | –             | –          | –             |            |
| Bündnis 90/Die Grünen         | 01,3 %        | –          | 02,6 % | 1             | –          | –             | –          | –             |            |
| FDP                           | 01,0 %        | –          | 01,8 % | –             | –          | –             | –          | –             |            |
| CDU                           | –             | –          | 12,8 % | 2             | 22,3 %     | 4             | 18,9 %     | 4             |            |
| Einzelbewerberin Monika Böger | –             | –          | 00,9 % | –             | –          | –             | –          | –             |            |
| Freie Bürger                  | –             | –          | –      | –             | –          | –             | 03,1 %     | 1             |            |
| Wahlbeteiligung               | 61,2 %        | 61,2 %     | 50,8 % | 50,8 %        | 44,7 %     | 44,7 %        | 47,0 %     | 47,0 %        |            |

Bei der konstituierenden Sitzung der Stadtverordnetenversammlung wurden die folgenden Fraktionen gebildet: Bündnis für Großräschen (BfG, Die Linke, Einzelbewerber André Lehnick, Einzelbewerber Sascha Donath; 9 Sitze), SPD (4 Sitze) und AfD (4 Sitze). Eine für die AfD gewählte Stadtverordnete nahm das Mandat nicht an; da die Partei nur fünf Kandidaten zur Wahl gestellt hatte, bleibt ein Platz in der Stadtverordnetenversammlung unbesetzt. Vorsitzender der Stadtverordnetenversammlung ist André Lehnick (BfG), sein Stellvertreter ist Sören Hoika (SPD).

### Bürgermeister
- 1990–1994: Manfred Stepan
- seit 1994: Thomas Zenker (SPD)[14]

Zenker wurde bei der Bürgermeisterwahl am 24. September 2017 als alleiniger Bewerber mit 85,6 % der gültigen Stimmen für eine weitere Amtszeit von acht Jahren gewählt (Wahlbeteiligung 67,3 %).

### Wappen

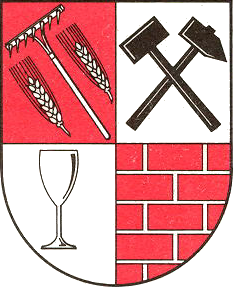
Ehemaliges Wappen bis 2002

Das Wappen des aufgelösten Amtes Großräschen wurde anstelle des tradierten Stadtwappens übernommem. Es wurde am 12. April 2002 genehmigt.
| Wappen von Großräschen | Blasonierung: „Schräg gevierteilt von Rot und Silber; oben eine wachsende silberne Harke mit sieben Zinken; links ein aufrechter schwarzer Buchenzweig mit acht Blättern, rechts gekreuzte schwarze Schlägel und Eisen, unten drei zu einem Dreischenkel zusammengestellte silberne Hufeisen.“ |
| Wappen von Großräschen | |

### Städtepartnerschaft
Großräschen unterhält seit 2006 eine Städtepartnerschaft mit dem polnischen Trzebiatów (Treptow).

## Sehenswürdigkeiten und Kultur

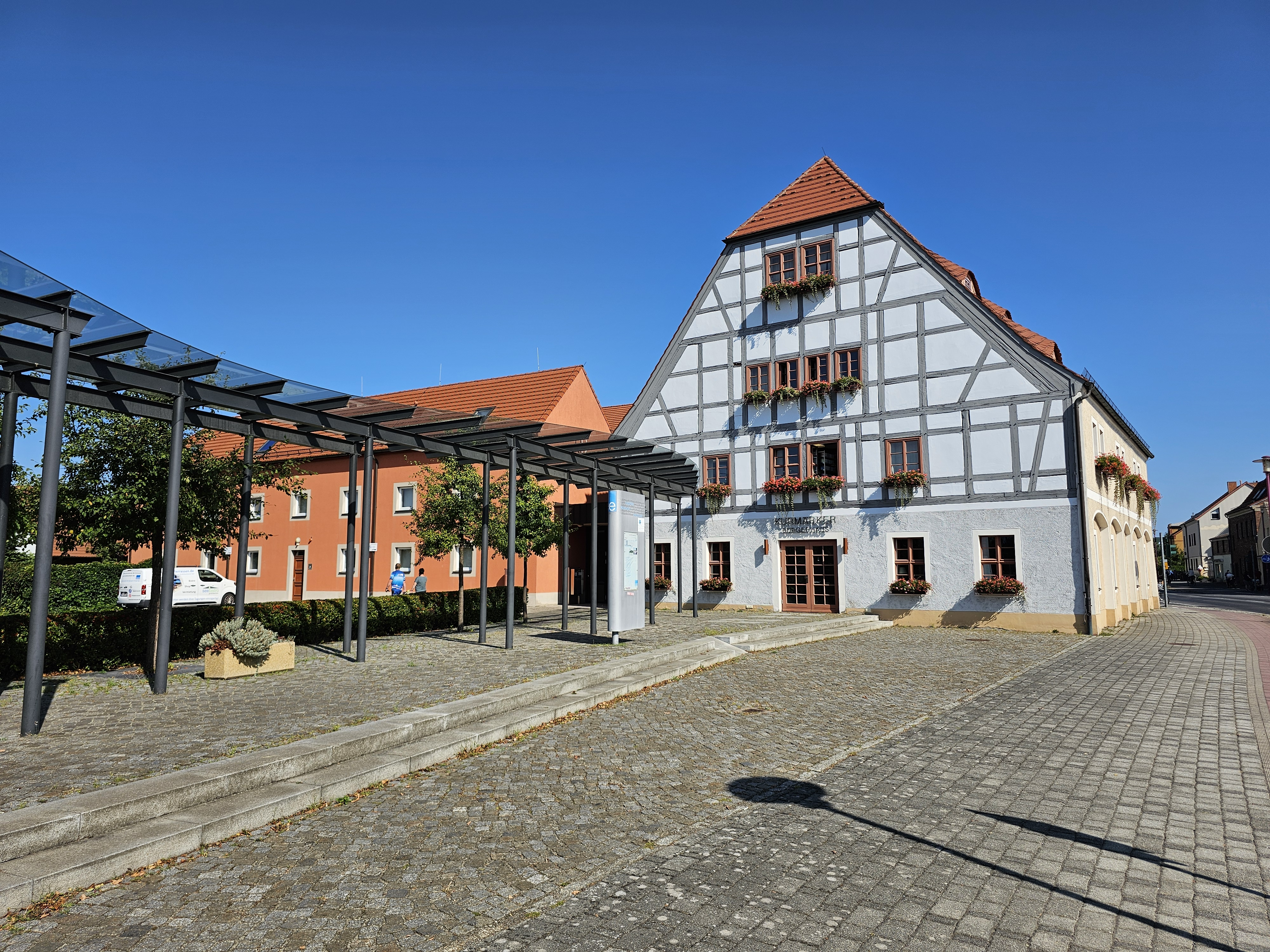
Kurmärker Großräschen mit Wettigs Hof, 2024

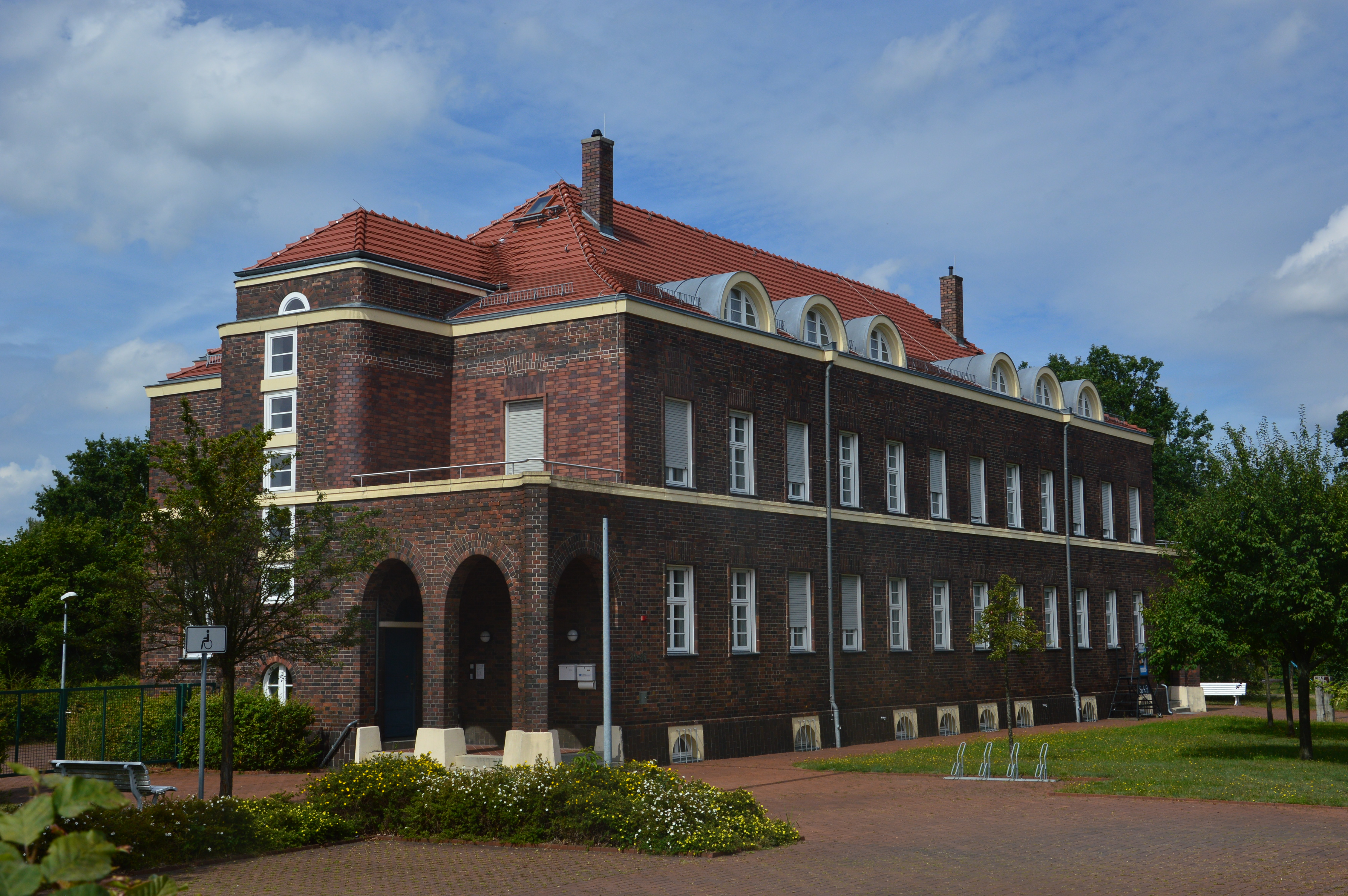
IBA-Geschäftsstelle Großräschen, 2016

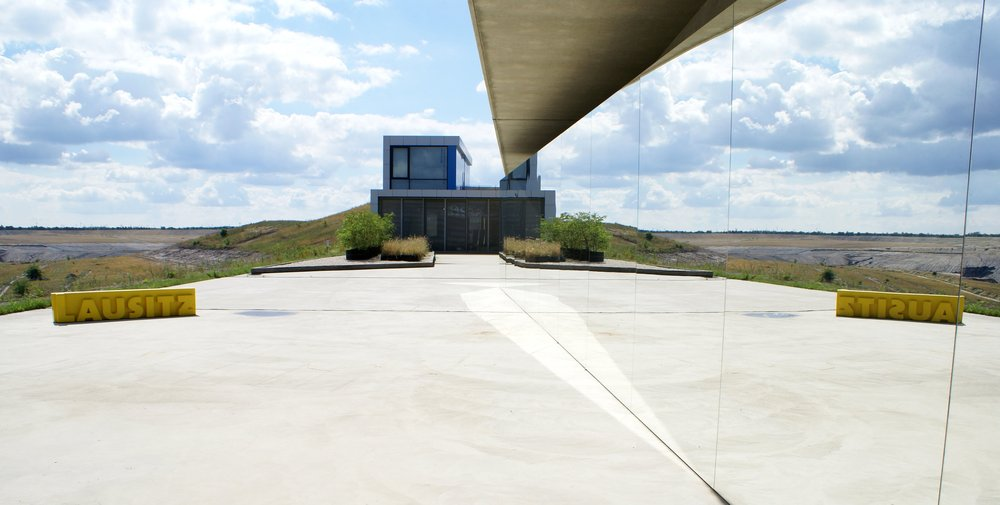
IBA-Terrassen am Großräschener See

In der Lokalpresse (Lausitzer Rundschau) wird Großräschen häufig  als „IBA-Stadt“ bezeichnet. Dies weist darauf hin, dass die Internationale Bauausstellung Fürst-Pückler-Land (IBA) seit 2000 ihren Sitz in der Stadt hat. Auf den 2004 errichteten IBA-Terrassen, dem Besucherzentrum der IBA am Rand des entstehenden Großräschener Sees können Ausstellungen besucht werden, die den derzeitigen Wandel in der Region veranschaulichen. Geführte Touren durch die Bergbaufolgelandschaft sind buchbar. Die IBA-Terrassen (Architekt: Ferdinand Heide aus Frankfurt/Main) haben 2005 den Brandenburgischen Architekturpreis erhalten.
Im Rahmen des IBA-Projektes erhielt Großräschen einen Sporthafen. Da dieser fertiggestellt wurde, bevor der Großräschener See geflutet war, bot sich für mehrere Jahre das seltsame Bild eines fertiggestellten, aber trockenliegenden Hafenbeckens. Am 5. November 2017 erreichte der Wasserspiegel das Hafenbecken.
Im Gebäude des Seehotels war bis 2023 das Fälschermuseum untergebracht, eine Dauerausstellung von durch die russisch-berliner Gebrüder Posin rechtskonform angefertigten Kopien von über 80, zumeist weltberühmten Gemälden, darunter Kopien von Raffaels Sixtinischer Madonna, da Vincis Mona Lisa oder Rembrandts Nachtwache.
Ulrich und Karin Acksel gründeten ab 1965 in dem alteingesessenen Hubers Hotel eine der ersten Erlebnisgaststätten im deutschsprachigen Raum.

### Bauwerke

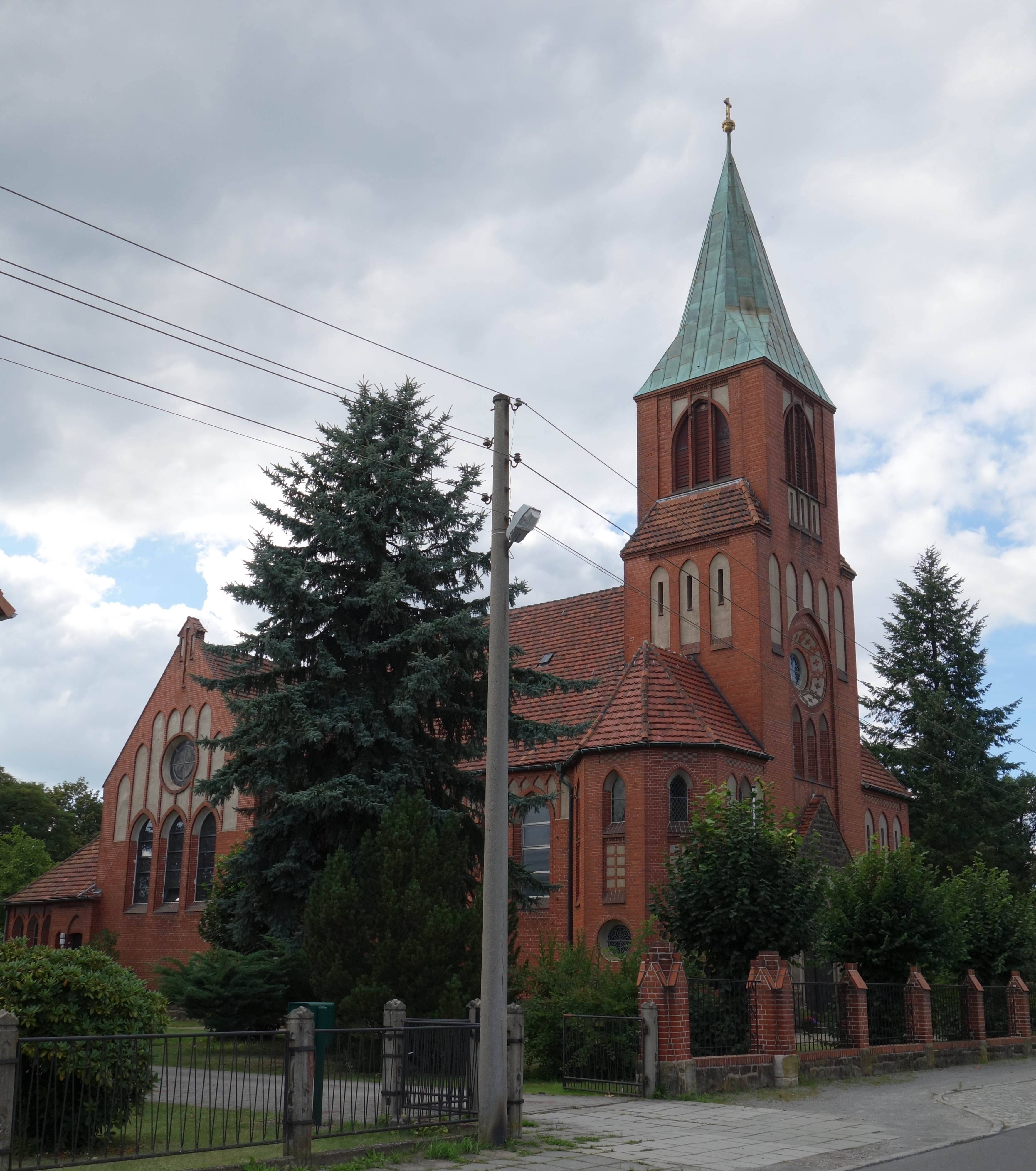
Katholische Kirche St. Antonius

In der Liste der Baudenkmale in Großräschen stehen die in der Denkmalliste des Landes Brandenburg eingetragenen Denkmäler.
- Seehotel Großräschen (ehemaliges Ledigenwohnheim des Braunkohlenwerkes Ilse)
- Evangelische Stadtkirche
- Katholische Kirche St. Antonius mit Innenraumgestaltung von Friedrich Preß
- Gemeindehaus Neu-Bückgen mit Einrichtungsgegenständen aus der abgetragenen Kirche in Bückgen
- Kurmärker mit Wettigs Hof am Marktplatz
- Denkmal mit den vier Berufen des Stadtwappens
- Historische Dorfanlage Kleinräschen mit Senftenberger Vierseitenhöfen
- Holländerwindmühle in Dörrwalde
- Mittelalterliche Dorfkirche in Freienhufen
- Anti-Kriegs-Denkmal von 1956 in Freienhufen am Ortsausgang in Richtung Großräschen mit Goethe-Zitat
- Denkmal von 1968 für die Opfer des Faschismus an der „Allee der Steine“
- Grabmale für 14 polnische und sowjetische Zwangsarbeiter auf dem Nordfriedhof, die vom Südfriedhof umgebettet wurden, weil dieser dem Tagebau weichen musste
- Victoriahöhe, Aussichtspunkt mit Blick auf den Großräschener See
- Hotel Altstadt Großräschen

### Parks
In den letzten Jahren wurden zwischen einzelnen Wohnkomplexen des Neubaugebietes parkähnliche Grünanlagen (Grüne Mitte I und II) angelegt. Im Ortsteil Wormlage gibt es eine ältere Parkanlage, einst zum Gut gehörend. In diesem Park befinden sich zwei versteckte Gräber, darunter das des Bergbaudirektors der Niederlausitzer Kohlenwerke, Hugo Gabelmann.

### Naturdenkmale

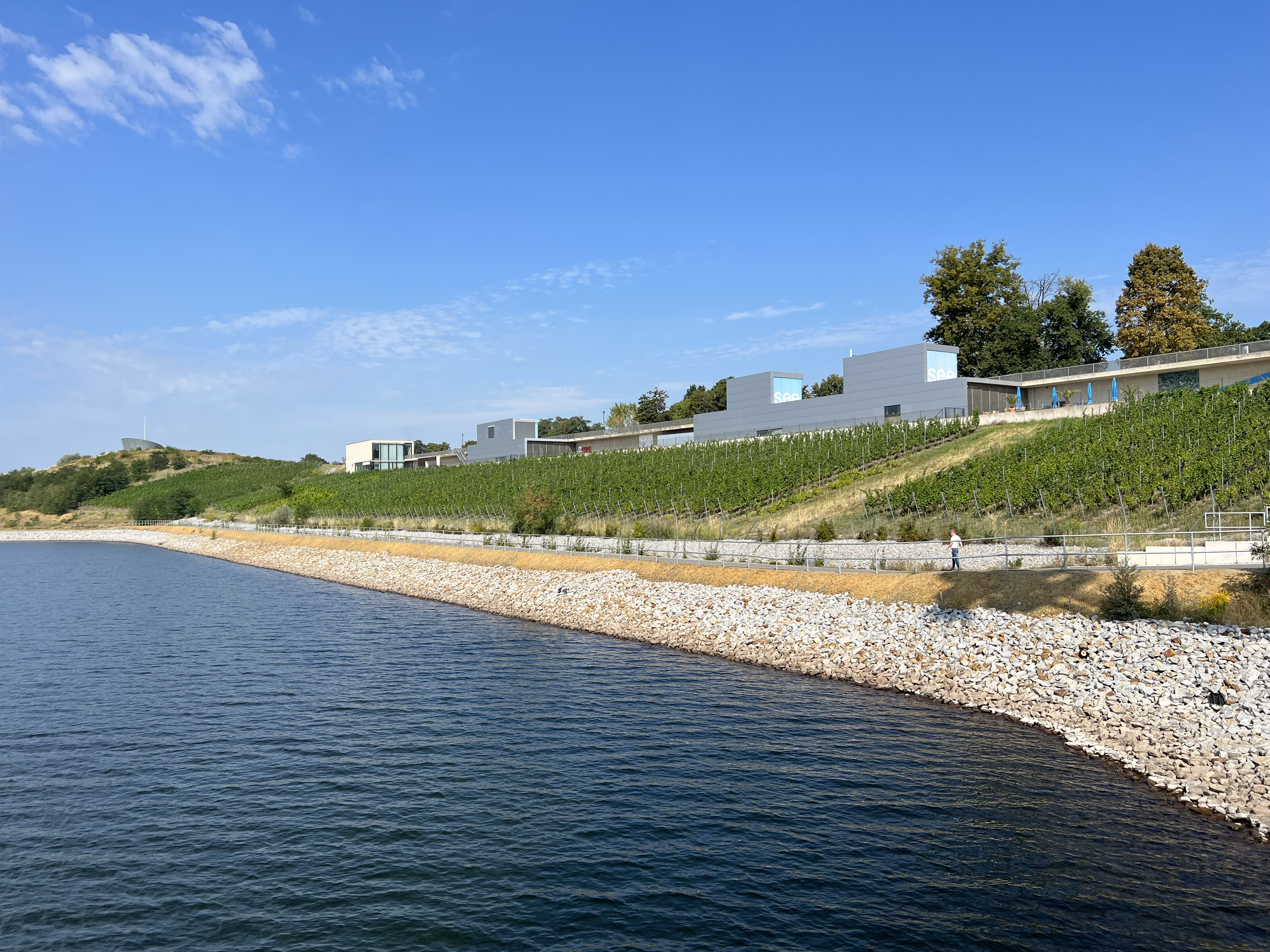
Weinberg am Großräschener See

Von den künstlich aufgeschütteten Terrassen kann man Einblick in den ehemaligen Tagebau Meuro nehmen. Am 15. März 2007 wurde der Startschuss zur Flutung des zukünftigen Großräschener Sees gegeben. Im Frühjahr 2024 hatte der See seinen endgültigen Füllstand erreicht.
Dort beginnt die „Allee der Steine“, ein mit Findlingen aus dem Bergbau gestaltetes Parkgelände der Internationalen Bauausstellung (kurz: IBA) Fürst-Pückler-Land.

### Großräschener Orgelkonzerte
Seit 1991 gibt es in Großräschen eine internationale Orgelkonzertreihe. Das Hauptkonzertinstrument ist die Jehmlich-Orgel in der katholischen Pfarrkirche St. Antonius. Sie wurde 1978 erbaut und ist in die Altarwand von Friedrich Press integriert. Der Orgelzyklus wird vom Großräschener Orgelkonzerte e. V. organisiert.

## Wirtschaft und Infrastruktur

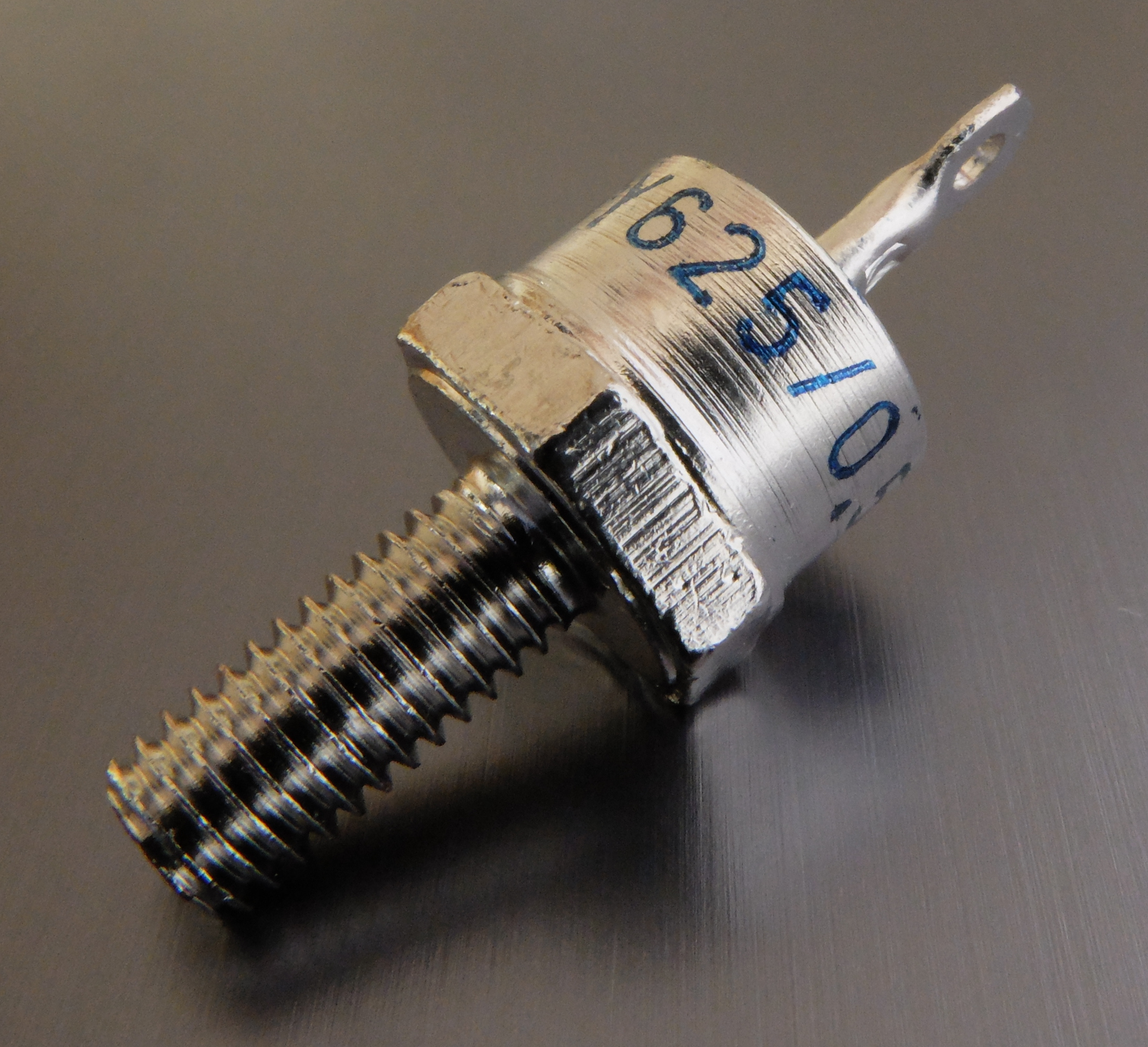
Gleichrichterdiode aus dem VEB Mikroelektronik „Robert Harnau“ Großräschen (1990)

Die historischen Wirtschaftszweige waren Landwirtschaft, Glasherstellung, Ziegelherstellung und Bergbau. In der DDR war Großräschen außerdem für die Gleichrichterherstellung und das PKW-Auslieferungslager Autohaus Großräschen (IFA Autohaus) bekannt. In den 80er Jahren waren zeitweise 4.500 Arbeiter in Großräschen beschäftigt. Aufgrund der wirtschaftlichen Veränderung mit der Wende 1989 ging die Ära der Ziegel- und Glasindustrie zu Ende.
Heute wird Großräschens Wirtschaft von kleinen und mittelständischen Unternehmen geprägt. Das produzierende Gewerbe umfasst die Branchen Metallverarbeitung, Logistik, Energieerzeugung, Automobil, Elektro und Recycling. Bekannteste Großunternehmen mit Betriebsstätte in Großräschen sind unter anderem EEW Energy from Waste GmbH, Altrad-plettac production GmbH, Remondis, TSR Recycling GmbH & Co. KG und ZINQ GmbH & Co. KG. Eine Vielzahl an mittelständischen Handwerks- und Dienstleistungsbetrieben gehört zum Wirtschaftsstandort Großräschen. Ungefähr 2.800 sozialversicherungspflichtige Beschäftigte zählt die Stadt Großräschen. Aufgrund der Erschließung der Lausitzer Seenkette mit dem dazugehörigen Großräschener See (erwartete Freigabe 2026) wird ein wachsender Tourismuszweig erwartet.
Großräschen gehört zum Regionalen Wachstumskern Westlausitz im Land Brandenburg, der als Standort der Automobil-, Maschinenbau-, Chemie- und Mechatronikindustrie vom Land Brandenburg gefördert wird.

### Verkehr
Die Bundesstraße 96 führt zwischen Finsterwalde und Senftenberg durch Großräschen, der Ortsteil Allmosen liegt an der Bundesstraße 169. Großräschen liegt an der Landesstraße 53 nach Calau, im Ortsteil Wormlage endet die Landesstraße 55 (nach Boblitz). Die Anschlussstelle Großräschen der Bundesautobahn 13 Berlin–Dresden befindet sich zwischen den Ortsteilen Saalhausen und Freienhufen.
Die Stadt verfügt über einen Personenbahnhof an der Bahnstrecke Lübbenau–Kamenz. Er wird von der Regionalbahnlinie RB 24 Eberswalde–Berlin–Senftenberg bedient.

### Bildung

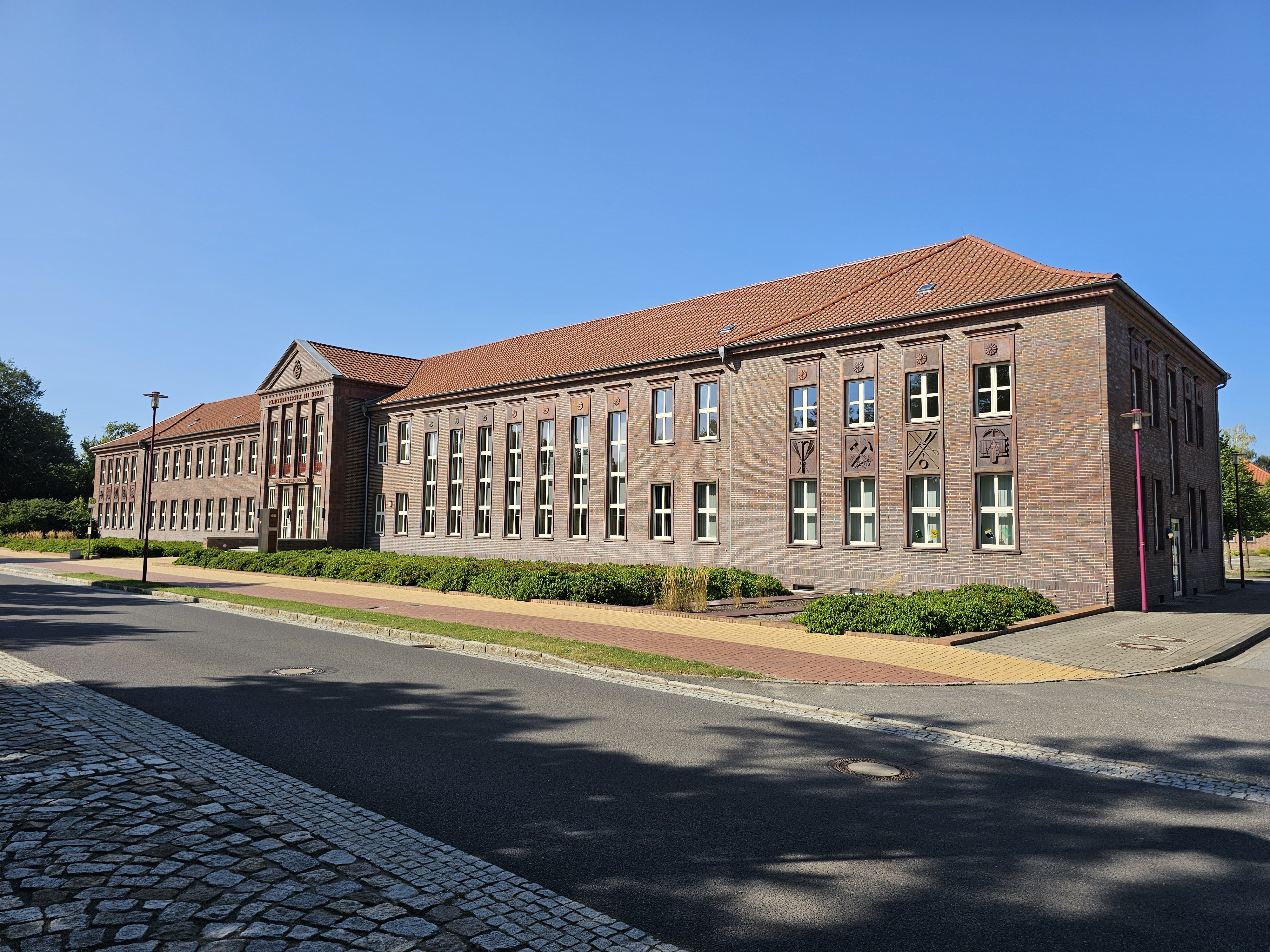
Friedrich-Hoffmann-Oberschule

In Großräschen gibt es momentan zwei Grundschulen (Pestalozzi und GutsMuths) und eine Oberschule. Das Friedrich-Hoffmann-Gymnasium wurde 2007 aufgrund rückläufiger Schülerzahlen geschlossen. Das Schulgebäude wurde danach umgebaut und am 17. August 2008 als Friedrich-Hoffmann-Oberschule wiedereröffnet. Gymnasiasten aus Großräschen besuchen das Friedrich-Engels-Gymnasium in Senftenberg.
Die Handwerkskammer Cottbus betreibt seit 1995 den Lehrbauhof in Großräschen. Dort erfolgt für eine Vielzahl von Baugewerken die Aus- und Fortbildung (Maurer und Betonbauer, Zimmerer, Straßenbauer, Fliesen-/Platten- und Mosaikleger, Maler und Lackierer, Fahrzeuglackierer, Stuckateure, Dachdecker, Trockenbauer, Bürokauffrauen/-männer).

### Sport
Der größte Verein der Stadt ist der SV Großräschen, ca. 570 Sportler/-innen trainieren dort in zehn Abteilungen. Das Angebot reicht vom aktiven Sport bis zu sportlichen Freizeitangeboten. Die Abteilungen Fußball, Kegeln, Kraftsport, Tennis und Laufgruppe tragen Wettkämpfe auf regionaler, nationaler und internationaler Ebene im Jugend-, Erwachsenen- und Seniorenbereich aus. Dazu kommen noch Gymnastik, Handball, Tischtennis und Volleyball.
Ein Schwerpunkt der Vereinsarbeit ist das weit gefächerte Freizeitangebot für Kinder ab fünf Jahren und Jugendliche. Auch eine Behindertensportgruppe ist in den Verein integriert. Trainiert wird auf der Sportanlage in der Chransdorfer Straße oder in Turnhallen im Stadtgebiet.
Seit 2016 findet der Lauf-, Rad-, Skating- und Walkingwettkampf Seenland 100 Anfang Juli in Großräschen statt.

## Persönlichkeiten

### Söhne und Töchter der Stadt
- Herbert Scurla (1905–1981), Schriftsteller
- Fritz Bönisch (1923–2007), Heimatforscher
- Ralf-Jürgen Lehmann (1933–2015), Gebrauchsgrafiker und Illustrator
- Norbert Piatkowiak (1933–2025), Bergbauingenieur und Hochschullehrer
- Freimut Götsch (* 1938), Schauspieler und Synchronsprecher
- Karl-Heinz Becker (* 1943), Fußballspieler
- Manfred Lenz (* 1947), Politiker (SPD)
- Bernhard Lehmann (* 1948), Bobfahrer
- Uwe Jank (* 1950), Fußballspieler
- Monika Balt (* 1951), Politikerin (parteilos), 1998–2002 Mitglied des Bundestages für die PDS
- Hans-Joachim Hartnick (* 1955), Straßenradsportler und -trainer, Gewinner der Friedensfahrt 1976, in Wormlage geboren

### Mit Großräschen verbundene Persönlichkeiten
- Carl Freter (1878–1953), Politiker (SPD), lebte in Großräschen
- Hugo Gabelmann (1867–1930), Bergbaudirektor, lebte von 1910 bis zu seinem Tod im Großräschener Ortsteil Wormlage
- Rolf Kuhn (1946–2024), Städtebauer und Gebietsplaner, lebt in Großräschen